# Appartement zéro
Pour plus de détails, voir Fiche technique et Distribution.
Appartement zéro (Apartment Zero) est un film britannique de Martin Donovan sorti en 1988.

## Fiche technique
- Titre original : Apartment Zero
- Titre français : Appartement zéro
- Réalisation et scénario : Martin Donovan
- Photographie : Miguel Rodríguez
- Montage : Conrad M. Gonzalez
- Musique : Elia Cmíral
- Production : Martin Donovan et David Koepp
- Société de production : Producers Representative Organization et The Summit Company
- Société de distribution : BBC Film (Royaume-Uni) ; GSO (France)
- Pays de production :  Royaume-Uni
- Langue : anglais - espagnol
- Format : Couleur (Technicolor) - 35 mm - 1,85:1 - Son mono (Western Electric Mirrophonic Recording)
- Genre : Thriller psychologique
- Durée : 124 minutes (version originale) ; 116 minutes (version télévisée)
- Dates de sortie :
  - États-Unis : octobre 1988 (New York)
  - Royaume-Uni : 15 septembre 1989

## Distribution
- Hart Bochner : Jack Carney
- Colin Firth : Adrian LeDuc
- Dora Bryan : Margaret McKinney
- Liz Smith : Mary Louise McKinney
- Fabrizio Bentivoglio : Carlos Sanchez-Verne
- James Telfer : Vanessa
- Mirella D'Angelo : Laura Werpachowsky
- Juan Vitali : Alberto Werpachowsky
- Cipe Lincovsky : Mme Treniev
- Francesca D'Aloja : Claudia
- Miguel Ligero : M. Palma
- Elvia Andreoli : la mère d'Adrian
- Marikena Monti : la chanteuse de tango
- Luis Romero : le projectionniste
- Max Berliner : le locataire potentiel
- Debora Bianco : la fille au café
- Federico D'Elía : l'homme au café
- Raúl Florido : le contact argentin de Jack
- Claudio Ciacci : le jeune homme au cinéma
- Darwin Sanchez : l'inspecteur de police
- Daniel Queirolo : le jeune policier
- Miguel Ángel Porro : le chauffeur de taxi